# Parafia św. Stanisława BM w Skierniewicach
Parafia św. Stanisława Biskupa i Męczennika w Skierniewicach – parafia znajduje się na terenie dekanatu Skierniewice – Najświętszego Serca Pana Jezusa w diecezji łowickiej. Powstała w 1958. Kościół zbudowany w 1720 roku z fundacji arcybiskupa Stanisława Szembeka. Mieści się przy ulicy Kilińskiego.

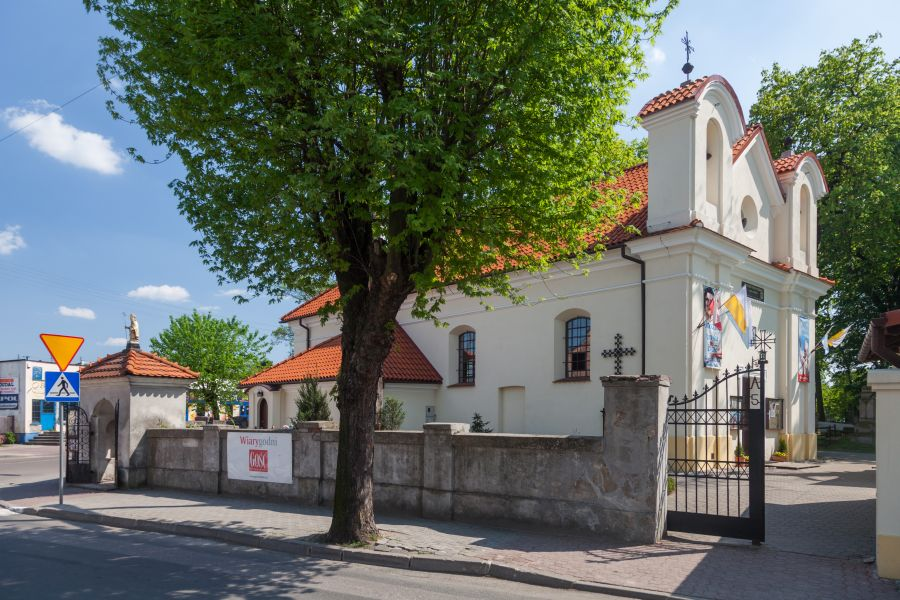
Kościół parafialny